# Porsche 550
De Porsche 550 (ook wel 550 spyder genoemd) was de eerste doelgerichte sportauto die door Porsche werd gebouwd. Het model werd uitgevoerd met een viercilinder Fuhrmann-motor van 1500 cc motor met bovenliggende nokkenas. Deze leverde een vermogen van 110 pk.
Er is ook een aantal auto's uitgevoerd als coupé model. De Porsche 550 was tot 1956 in productie en werd opgevolgd door de Porsche 718. 
De Porsche 550 wordt door enkele bedrijven als replica gebouwd:
- Alloycars, die een exacte copie fabriceert van aluminium[1]
- 502 Motorworks, die als enige leverancier een door FIA toegelaten raceversie bouwt[2]

## Trivia
- Hollywoodster James Dean verongelukte op 30 september 1955 in een Porsche 550.

## Galerij

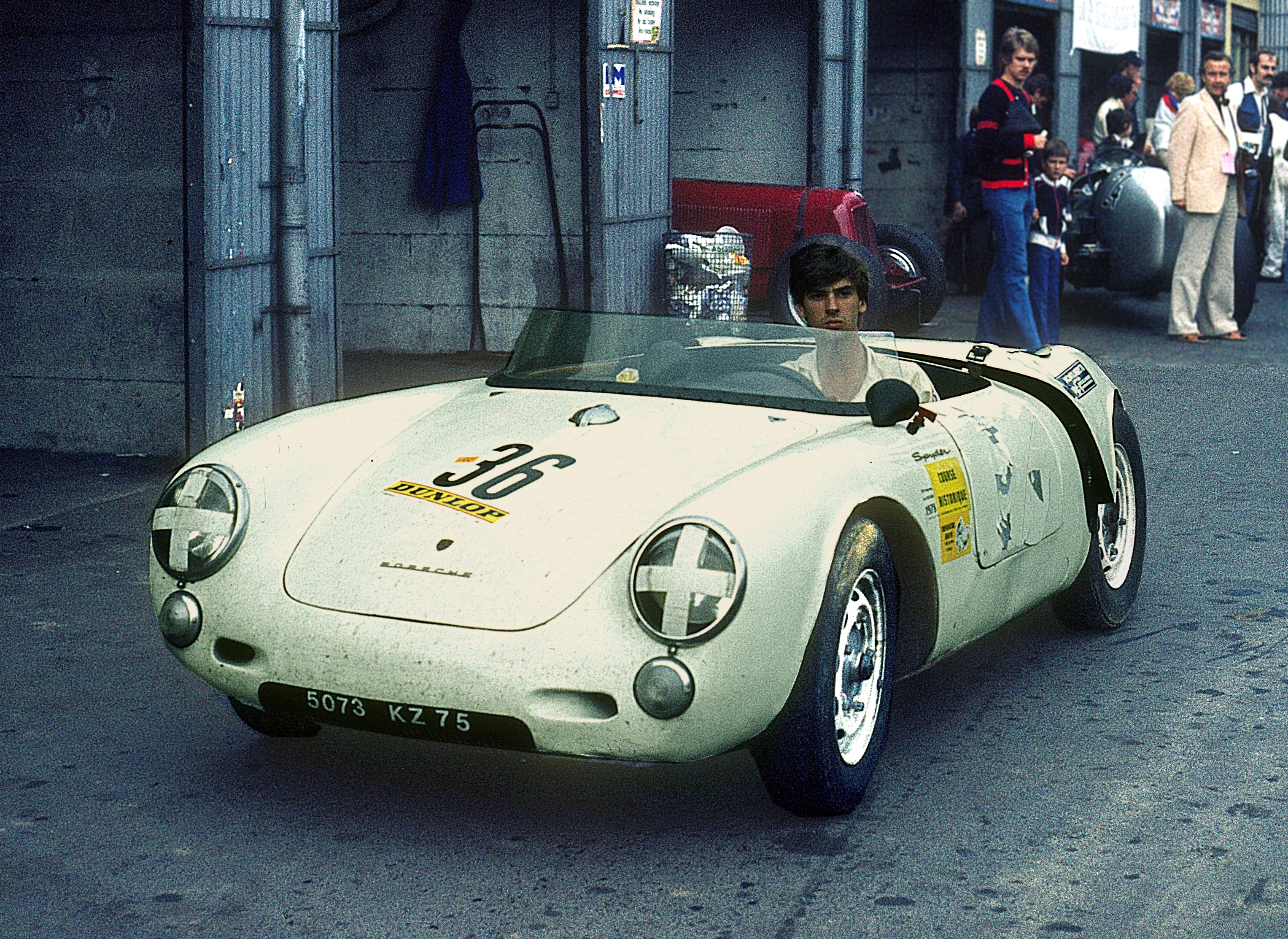
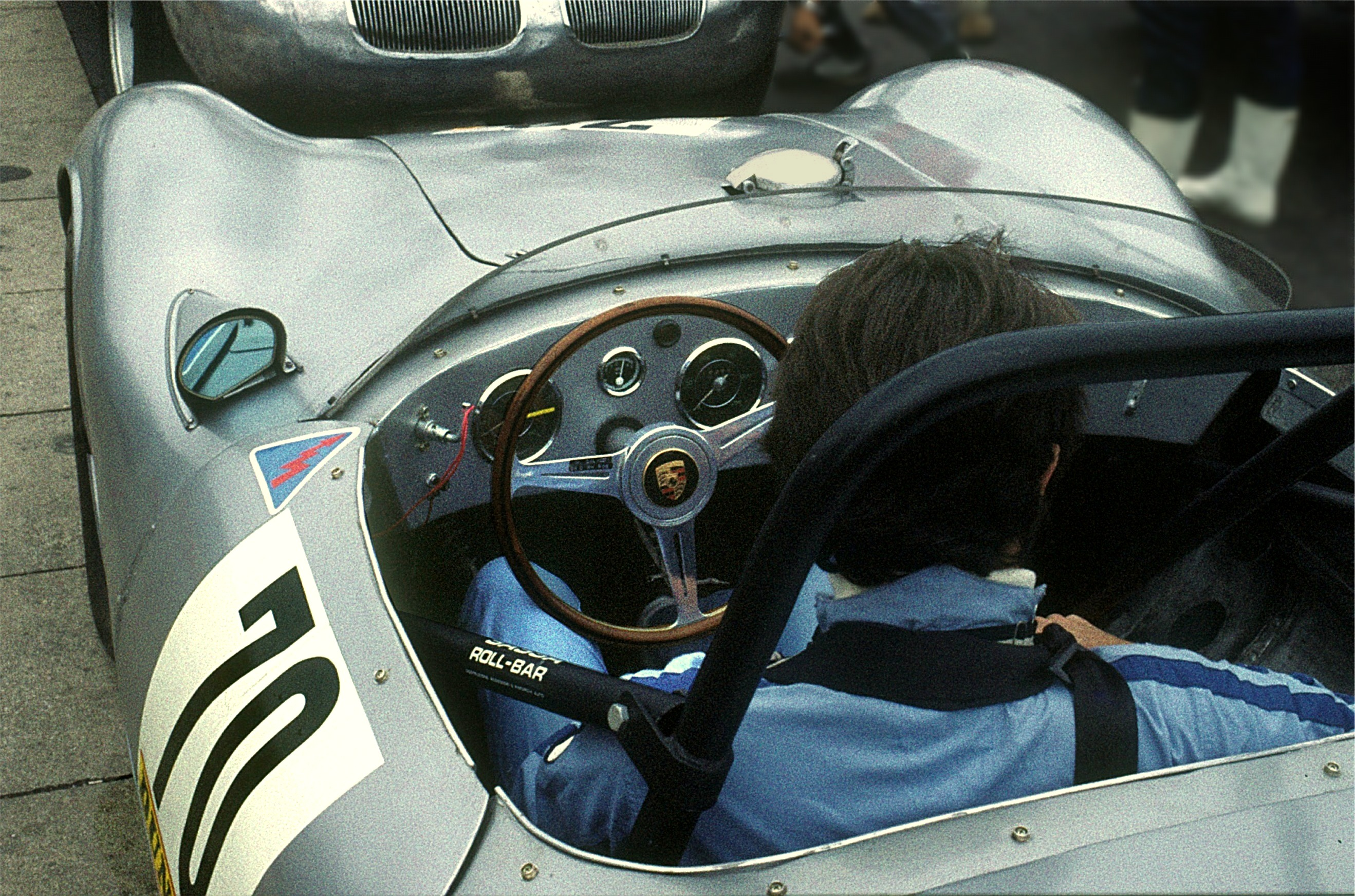
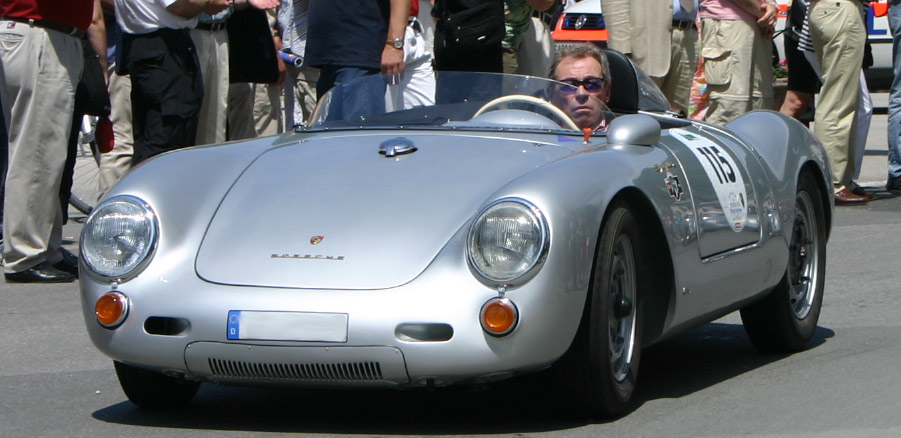
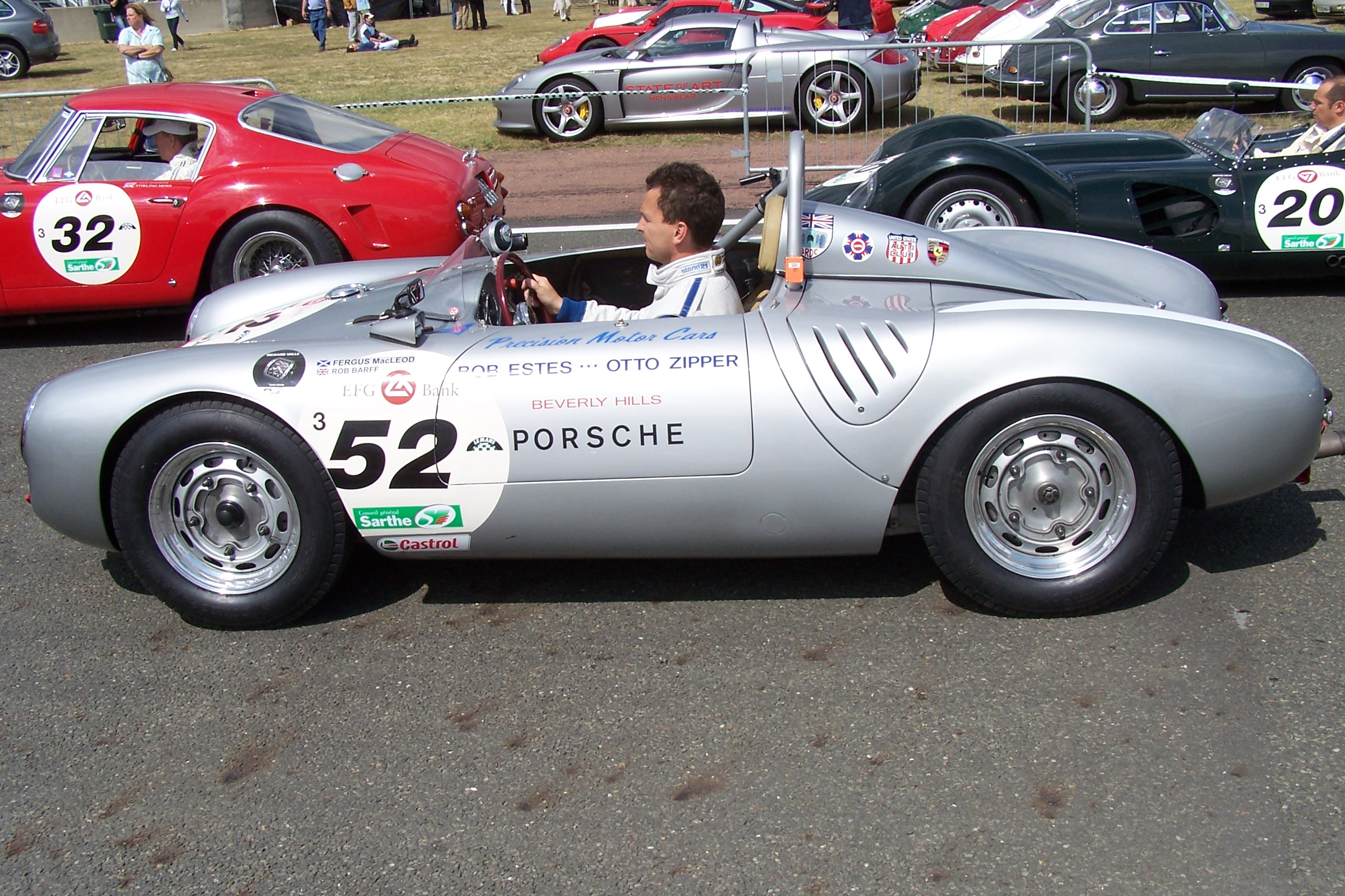
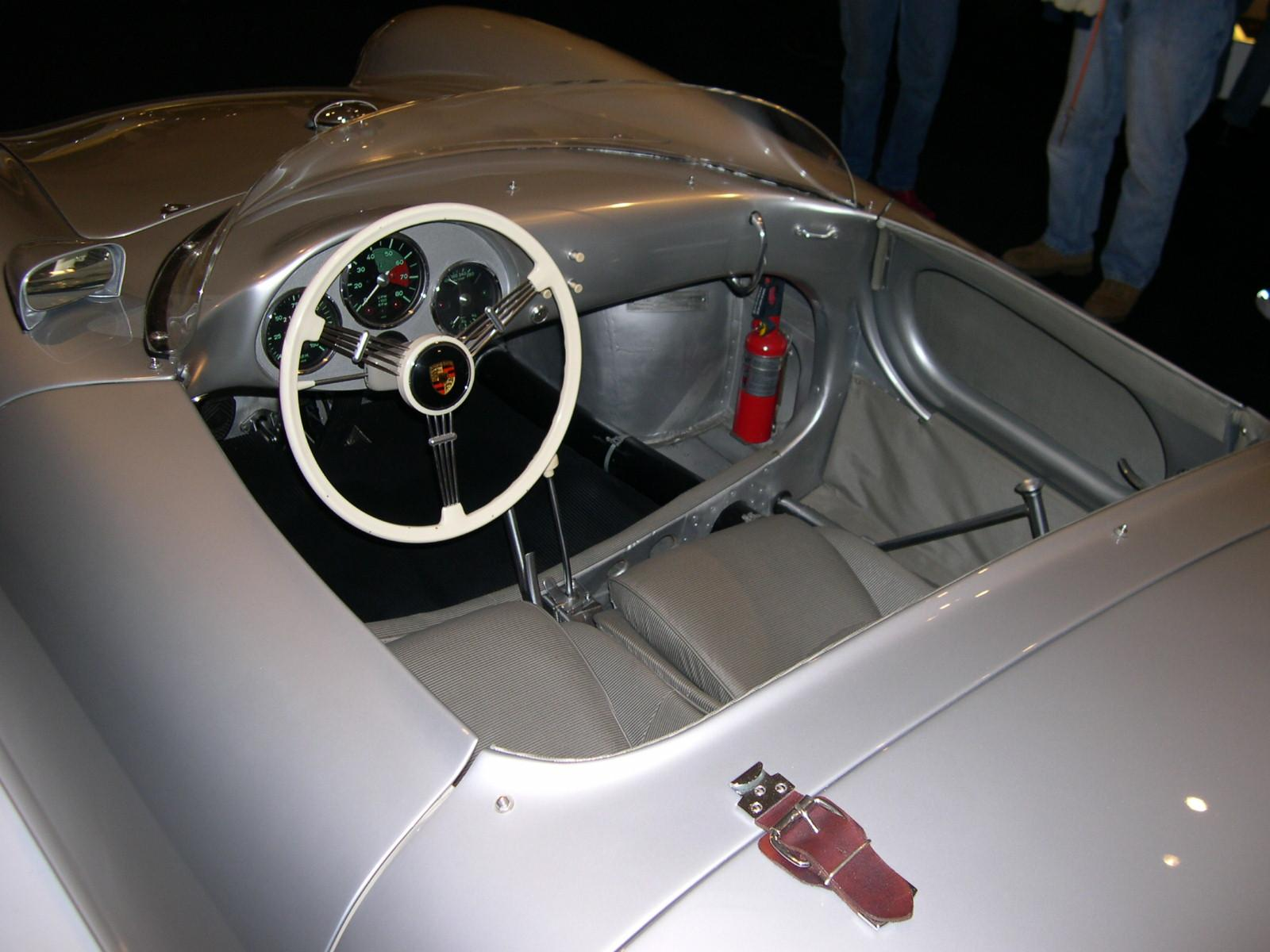
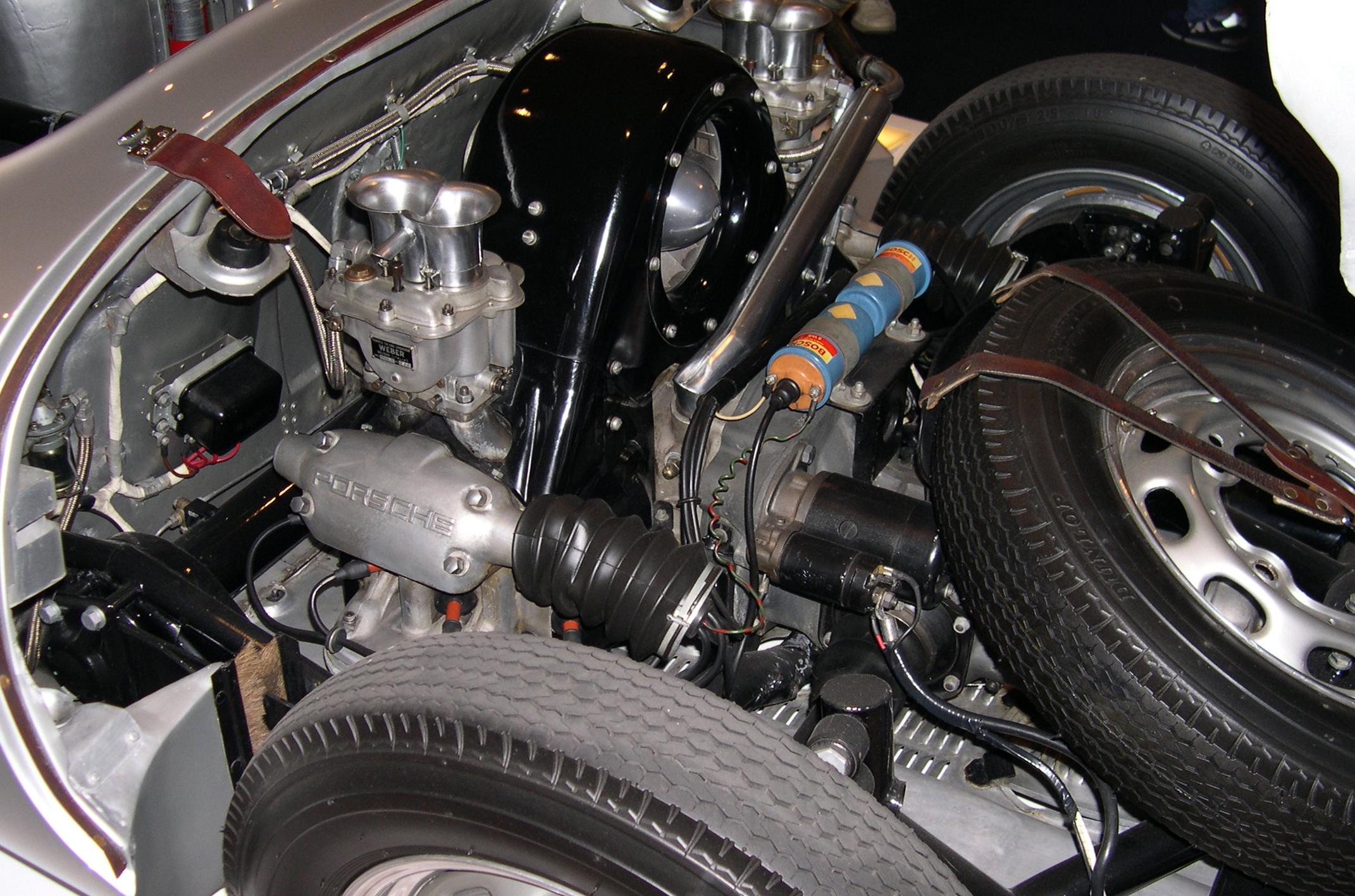
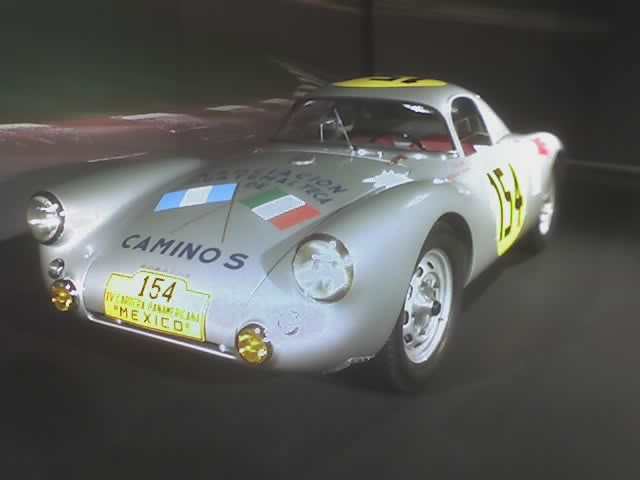
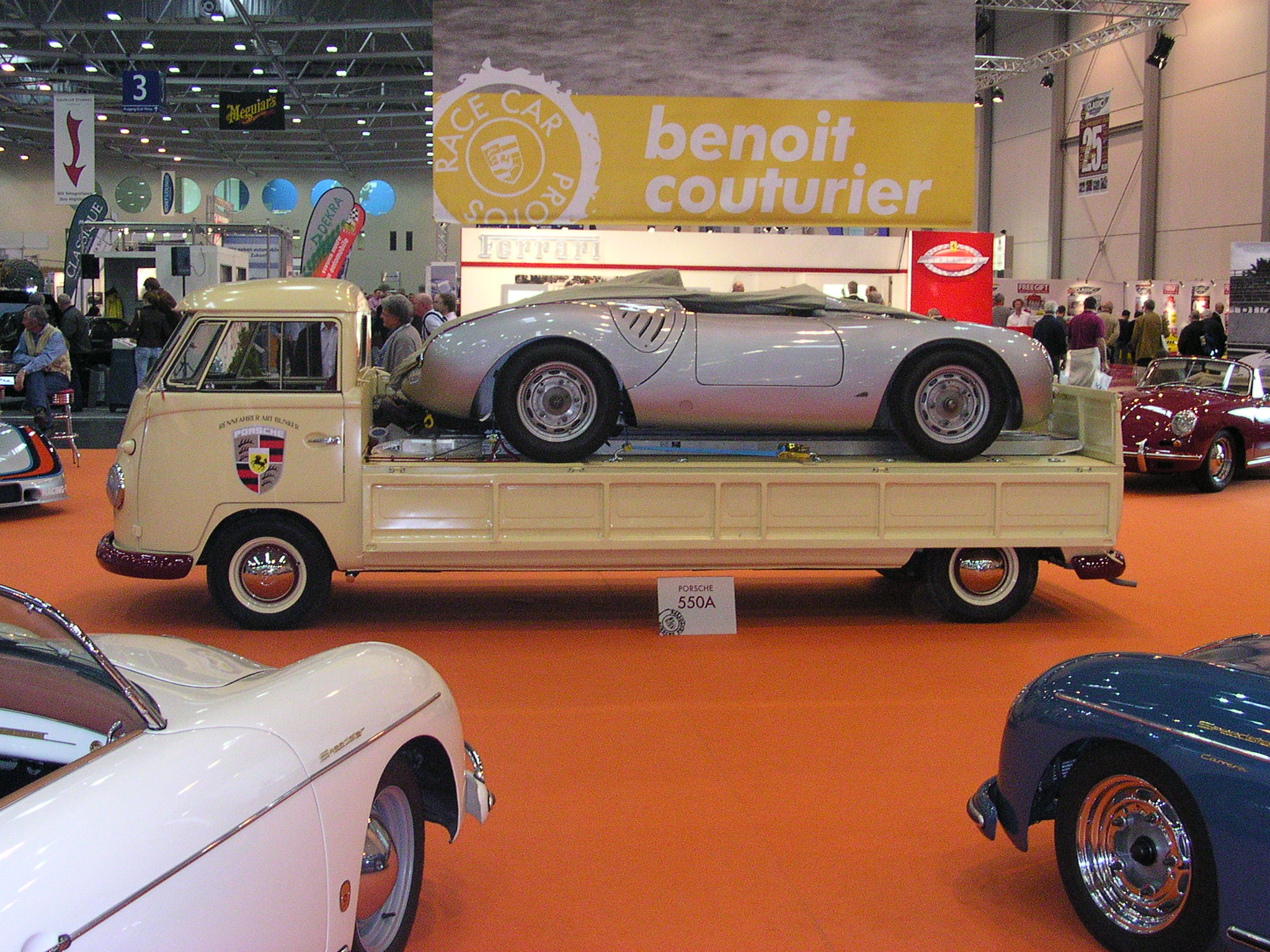